# Teinobasis combusta
Teinobasis combusta là một loài chuồn chuồn kim trong họ Coenagrionidae.
Teinobasis combusta được Selys miêu tả khoa học năm 1877.